# Oľšavka (Prešov)
Oľšavka (in ungherese Kisolysó) è un comune della Slovacchia facente parte del distretto di Stropkov, nella regione di Prešov.